# För sent för edelweiss
För sent för edelweiss är det femte studioalbumet av den svenska popartisten Håkan Hellström, utgivet 26 mars 2008 på EMI. Det är Hellströms första samarbete med producenten Joakim Åhlund och ett steg närmare folkgenren med mindre influenser av lekfull och energifull pop, även om dessa finns kvar. På albumet återfinns singlarna "För en lång lång tid", "Kär i en ängel" och "Jag vet inte vem jag är men jag vet att jag är din".
Albumet mötte mycket positiv kritik av den svenska pressen och blev vinnare av Rockbjörnen 2008 i kategorin "Årets svenska album" samt av P3 Guld 2009 som "Årets artist". Det nådde första plats på den svenska albumlistan samt plats nio i Norge.

## Låtlista
| Nr  | Titel                                              | Kompositör                                     | Längd |
| --- | -------------------------------------------------- | ---------------------------------------------- | ----- |
| 1.  | Tro och tvivel                                     | Håkan Hellström, Björn Olsson                  | 5:38  |
| 2.  | För en lång lång tid                               | Hellström, Johan Forsman, Christina Löwenström | 3:42  |
| 3.  | Zigenarliv dreamin'                                | Hellström, Olsson                              | 5:25  |
| 4.  | Kärlek är ett brev skickat tusen gånger            | Hellström, Olsson                              | 5:37  |
| 5.  | Jag vet inte vem jag är men jag vet att jag är din | Hellström                                      | 4:09  |
| 6.  | För sent för edelweiss                             | Hellström, Olsson                              | 4:03  |
| 7.  | Kär i en ängel                                     | Hellström, Olsson, Joakim Åhlund               | 4:20  |
| 8.  | Sång i buss på villovägar 2007                     | Hellström                                      | 6:51  |
| 9.  | Dom fyra årstiderna                                | Hellström, Olsson                              | 3:36  |
| 10. | Långa vägar                                        | Hellström, Olsson                              | 4:42  |
| 11. | Flyg du lilla fjäril                               | Hellström, Olsson, Daniel Gilbert, Leiva       | 3:31  |
| 12. | Inte skyldig nån nåt                               | Hellström, Olsson                              | 3:39  |

## Fakta om låtarna
- För en lång lång tid: Släppt som den första singeln från albumet[2] den 12 mars 2008. Nådde som högst åttonde plats på den svenska singellistan. Texten skrevs redan 2002 och fick musik först sex år senare.[3]

- Zigenarliv dreamin': Skivans tredje spår som även släpptes som b-sida på singeln För en lång lång tid. Låten är med största sannolikhet inspirerad av svenska Nationalteatern och deras låt Bängen trålar (Livet är en fest, 1974).[4] I en textrad nämner Hellström även proggbandet: "Tar en sväng ner mot allén/Sätter mig under träden/Allt är sig likt här sen Nationalteatern".[5] Låten delar även stora musikaliska likheter med Canned Heat's Going Up the Country ("Living The Blues", 1968).[6][7]

- Jag vet inte vem jag är men jag vet att jag är din: Släppt som den tredje och sista singeln från albumet den 10 oktober 2008 med b-sidan Nu Sigge.[8] Nådde som högst plats 60 på den svenska singellistan.[9] Hellström har i en intervju berättat att han försökte få låten att låta som punkklassikern Levande Begravd av bandet Liket Lever.[10]

- För sent för edelweiss: Skivans titelspår som ursprungligen släpptes som b-sida på singeln Klubbland den 15 juni 2006.[11] Tillägnas bandets basist Oscar Wallblom.[källa behövs]

- Kär i en ängel: Släppt som den andra singeln från albumet den 21 maj 2008 med b-sidan Exile on Wollmar Yxkullsgatan.[12] Nådde som högst plats 51 på den svenska singellistan.[13]

## Medverkande
- Håkan Hellström - sång, gitarr, trummor
- Daniel "Hurricane" Gilbert - gitarr, sång
- Theodor Jensen - akustisk gitarr
- Mattias Bärjed - akustisk gitarr
- Ulf Engström - bas
- Frans Johansson - bas
- Lars-Erik "Labbe" Grimelund - trummor
- Nino Keller - trummor
- David Nyström - piano, orgel, strängarrangemang
- Matti Ollikainen-piano

## Listplaceringar
| Lista (2008-2009) | Topplacering |
| ----------------- | ------------ |
| Norge             | 9            |
| Sverige           | 1            |

### Fotnoter
1. ↑  ”Poplight”. 24 januari 2009. Arkiverad från originalet den 25 maj 2012. https://archive.is/20120525191949/http://poplight.zitiz.se/node/42058. Läst 20 maj 2011.
2. ↑  Hellqvist, Pierre (26 februari 2008). ”Håkan Hellström: För en lång lång tid [singel”]. Sonic Magazine. https://sonicmagazine.com/2008/02/26/hakan-hellstrom-for-en-lang-lang-tid-singel/.
3. ↑  ”Ekonomisk rättighet till "För en lång lång tid"”. Stockholms Auktionsverk. 14 juni 2014. https://www.auktionsverket.com/arkiv/online/242943/.
4. ↑  ”Kultfigur i det dolda festar igen”. Dagens Nyheter. 23 februari 2011. https://www.dn.se/pa-stan/kultfigur-i-det-dolda-festar-igen/.  ”Håkan Hellström hyllade Melanders briljanta "Bängen trålar" redan på sin förra skiva med låten "Zigenarliv dreamin"”
5. ↑  ”Zigenarliv dreamin’”. Genius. https://genius.com/Hakan-hellstrom-zigenarliv-dreamin-lyrics.
6. ↑  Malmsjö, Lasse (7 juni 2016). ”44 låtar Håkan Hellström har "lånat" utan att göra rätt för sig”. Nyheter24. https://nyheter24.se/debatt/848160-44-latar-hakan-hellstrom-har-lanat-utan-att-gora-ratt-for-sig.
7. ↑  Grape, Klara (25 mars 2008). ”Försent för Edelweiss men inte för Håkan H.”. What's eating Klara Grape. Arkiverad från originalet den 26 december 2024. https://web.archive.org/web/20241226182549/https://theroughlion.blogg.se/2008/march/forsent-for-edelweiss-men-inte-for-hakan-h.html. Läst 23 oktober 2023.
8. ↑  ”Håkan Hellström – Jag Vet Inte Vem Jag Är Men Jag Vet Att Jag Är Din”. Discogs. https://www.discogs.com/master/768612-H%C3%A5kan-Hellstr%C3%B6m-Jag-Vet-Inte-Vem-Jag-%C3%84r-Men-Jag-Vet-Att-Jag-%C3%84r-Din.
9. ↑  ”HÅKAN HELLSTRÖM - JAG VET INTE VEM JAG ÄR MEN JAG VET ATT JAG ÄR DIN (SONG)”. swedishcharts.com. https://swedishcharts.com/showitem.asp?interpret=H%E5kan+Hellstr%F6m&titel=Jag+vet+inte+vem+jag+%E4r+men+jag+vet+att+jag+%E4r+din&cat=s.
10. ↑  ”Håkan Hellström - obotlig popromantiker”. Dagens Nyheter. 19 mars 2008. https://www.dn.se/kultur-noje/musik/hakan-hellstrom-obotlig-popromantiker/.
11. ↑  ”För sent för edelweiss”. Genius. https://genius.com/albums/Hakan-hellstrom/For-sent-for-edelweiss.  ”Albumets namn kommer från titelspåret För Sent För Edelweiss, som från början egentligen är en B-sida från Klubbland-singeln släppt 2006.”
12. ↑  ”Kär i en ängel”. Deezer. https://www.deezer.com/en/album/329942.
13. ↑  ”HÅKAN HELLSTRÖM - KÄR I EN ÄNGEL (SONG)”. swedishcharts.com. https://swedishcharts.com/showitem.asp?interpret=H%E5kan+Hellstr%F6m&titel=K%E4r+i+en+%E4ngel&cat=s.
14. ↑  Placeringar på den norska albumlistan
15. ↑  Placeringar på den svenska albumlistan